# Шварцхубер, Иоганн
Иоганн Шварцхубер (нем. Johann Schwarzhuber; 29 августа 1904, Тутцинг, Верхняя Бавария, Германская империя — 3 мая 1947, Хамельн) — оберштурмфюрер СС, шуцхафтлагерфюрер лагеря Биркенау и шуцхафтлагерфюрер концлагеря Равенсбрюк.

## Биография
Иоганн Шварцхубер родился 29 августа 1904 года в Верхней Баварии. По профессии был печатником. В 1936 году женился, в браке родилось двое детей. 
8 апреля 1933 года вступил в НСДАП (билет № 1929969) и СС (№ 142388). С 5 мая 1933 года числился в охранном корпусе концлагеря Дахау, где прошёл двухгодичный учебный курс под руководством Теодора Эйке. С 1935 года был блокфюрером, а с 1938 года — рапортфюрером в концлагере Дахау. 1 сентября 1939 года был переведён в концлагерь Заксенхаузен, где двумя месяцами позже был назначен начальником одного из сублагерей.
1 сентября 1941 года был переведён в концлагерь Освенцим. В сентябре 1942 года был награждён крестом «За военные заслуги» 2-го класса с мечами за его участие в убийстве заключённых. С 22 ноября 1943 по ноябрь 1944 года был шуцхафтлагерфюрером в мужском лагере Аушвиц-Биркенау. Выжившие узники Освенцима отзывались о Швархцхубере двойственно: с одной стороны, он был ответственен за смерть тысяч заключённых, а с другой, он, как говорят, спас от газовой камеры приблизительно 70 детей, которые были переведены в мужской лагерь. Кроме того, как любитель музыки он покровительствовал лагерному оркестру и просил часто играть его любимые композиции. По словам бывшего узника Освенцима Филипа Мюллера, Шварцхубер принимал участие в селекции 200 заключённых из зондеркоманды, которые позднее были убиты в концлагере Майданек. По показанию бывшего эсэсовца Эндельшаля, Шварцхубер участвовал в подавлении восстания освенцимской зондеркоманды в октябре 1944 года. 
11 ноября 1944 года вновь был переведён в концлагерь Дахау и возглавил несколько лагерей из комплекса Кауферинг. С 12 января 1945 года и до роспуска лагеря в апреле 1945 года был шуцхафтлагерфюрером в концлагере Равенсбрюк. Отвечал за убийство заключённых в газовой камере, которая была построена в феврале 1945 года, а также за несколько казней в лагере. Вместе с комендантом Равенсбрюка Фрицем Зуреном должен был построить в конце апреля 1945 года лагерь для эвакуированных заключённых, что однако не удалось осуществить из-за военного положения. 

### После войны
Незадолго до конца войны Шварцхубер был арестован британскими войсками и на первом Равенсбрюкском процессе в Гамбурге был приговорён к смертной казни через повешение. Несмотря на прошение о помиловании, приговор был приведён в исполнение 3 мая 1947 года в тюрьме Хамельна.